# West Branch River John
West Branch River John – ramię rzeczne (branch) w kanadyjskiej prowincji Nowa Szkocja, w hrabstwie Pictou, płynące w kierunku północnym i uchodzące do River John; nazwa urzędowo zatwierdzona 6 maja 1947.